# ريتشي فيليبس
ريتشي فيليبس (بالإنجليزية: Richie Phillips)‏ هو نقابي ومحامي أمريكي، ولد في 1940، وتوفي في 31 مايو 2013.